# Carbohydrate Research
Carbohydrate Research (abrégé en Carbohydr. Res.) est une revue scientifique à comité de lecture. Ce journal publie des articles de recherches originales dans le domaine de la chimie des glucides et de la biochimie.
D'après le Journal Citation Reports, le facteur d'impact de ce journal était de 1,929 en 2014. Le directeur de publication est D.C. Baker (Université du Tennessee, États-Unis).